# Limenitis paula
Limenitis paula är en fjärilsart som beskrevs av Rudolf Bargmann 1928. Limenitis paula ingår i släktet Limenitis och familjen praktfjärilar. Inga underarter finns listade i Catalogue of Life.